# هیدروریون
هیدروریون (نام علمی: Hydrorion brachypterygius) نام یک گونه از بالاخانواده نزدیک‌سوسماریان است.